# Campionati del mondo di ciclismo su strada 1928
I Campionati del mondo di ciclismo su strada 1928 si disputarono a Budapest, in Ungheria, il 16 agosto 1928. A differenza dell'edizione precedente, dilettanti e professionisti gareggiarono in due prove differenti.
Furono assegnati due titoli:
- Prova in linea maschile Professionisti, gara di 191,7 km
- Prova in linea maschile Dilettanti, gara di 192 km

## Storia
L'edizione 1928 fu caratterizzata dalla decisione di limitare a tre il numero di corridori schierabili da ogni squadra nazionale.
Nella prova dei professionisti, i partecipanti furono solamente sedici. La gara prese il via alle 6.15 del mattino, con relativo disinteresse del pubblico ungherese (solo 200 gli spettatori presenti alla partenza) e con la ben più folta partecipazione di giornalisti, inviati dalle testate sportive di tutta Europa; si svolse sul percorso Budapest-Vacz-Becske-Verseg-Godollo-Kerepes-Budapest (191,7 km), in una giornata caratterizzata da sole e caldo. I tre rappresentanti della selezione italiana, Alfredo Binda e Costante Girardengo che nel 1927 avevano dominato la corsa e Gaetano Belloni quarto l'anno prima, badarono solo a curarsi reciprocamente senza rappresentare un pericolo per gli altri corridori, tant'è che superata da poco metà gara, al 114º Km, i primi due si ritirarono contemporaneamente, una volta tagliati fuori dalla vittoria finale. Questa andò al belga Georges Ronsse, davanti ai tedeschi Herbert Nebe e Bruno Wolke, mentre i due italiani furono squalificati al ritorno in Italia. Solo otto ciclisti portarono a termine la corsa nel tempo massimo.
La stampa sportiva italiana ebbe forti parole di critica verso Binda e Girardengo, accusati di passività, esaltando invece la prova fornita dalla selezione italiana dei dilettanti: nella prova di categoria (192 km, con 21 ciclisti al via) giunse infatti un'insperata doppietta con Allegro Grandi e Michele Mara, secondo "a una macchina" da Grandi, che staccarono il belga Jean Aerts, terzo arrivato, di oltre 14 minuti.

## Medagliere
| Pos.   | Nazione  | Oro | Argento | Bronzo | Totale |
| ------ | -------- | --- | ------- | ------ | ------ |
| 1      | Italia   | 1   | 1       | 0      | 2      |
| 2      | Belgio   | 1   | 0       | 1      | 2      |
| 3      | Germania | 0   | 1       | 1      | 2      |
| Totale | Totale   | 2   | 2       | 2      | 6      |

## Sommario degli eventi
| Eventi                 | Oro                   | Tempo                      | Argento               | Tempo    | Bronzo               | Tempo    |
| Uomini Professionisti  |                       |                            |                       |          |                      |          |
| Gara in linea dettagli | Georges Ronsse Belgio | 6h20'10" Media 30,255 km/h | Herbert Nebe Germania | a 19'43" | Bruno Wolke Germania | s.t.     |
| Uomini Dilettanti      |                       |                            |                       |          |                      |          |
| Gara in linea dettagli | Allegro Grandi Italia | 6h55'09" Media 27,749 km/h | Michele Mara Italia   | s.t.     | Jean Aerts Belgio    | a 13'45" |